# 맥도널 에어크래프트

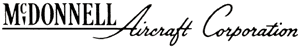

맥도널 에어크래프트(McDonnell Aircraft Corporation)는 미국의 항공기 제조 업체이다. 1938년 제임스 스미스 맥도널(James Smith McDonnell)에 의해 미주리주 세인트루이스에 설립되었고, 1967년 더글러스사와 합병하여 맥도널 더글러스가 되었다.